# Kunlun Dark Universe Survey
O telescópio Kunlun Dark Universe Survey, também conhecido como KDUST, é um grande telescópio planejado para ser instalado na Estação Kunlun da Antártica Chinesa. O KDUST está programado para ser instalado em 2025.